# Lacistorhynchus tenuis
Lacistorhynchus tenuis är en plattmaskart som först beskrevs av van Beneden 1858.  Lacistorhynchus tenuis ingår i släktet Lacistorhynchus och familjen Lacistorhynchidae. Inga underarter finns listade i Catalogue of Life.